# SN 1968aa
SN 1968aa – supernowa odkryta 1 września 1968 roku w galaktyce NGC 4975. W momencie odkrycia miała maksymalną jasność 15,00m.